# Hamulec pneumatyczny

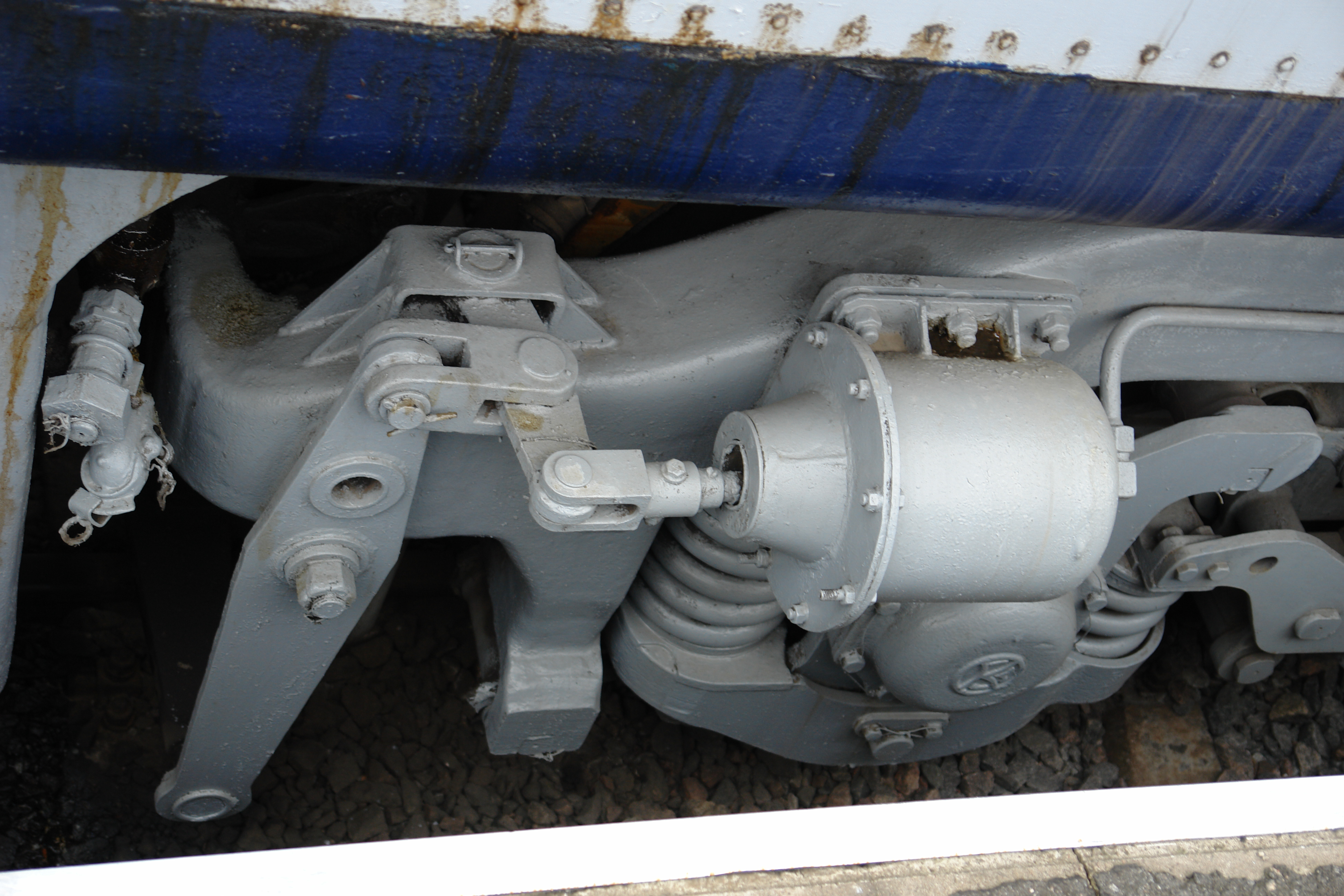
Pneumatyczny siłownik hamulcowy lokomotywy spalinowej

Hamulec pneumatyczny – hamulec, w którym wykorzystywane jest ciśnienie powietrza jako czynnik roboczy. W pojazdach drogowych działa na zasadzie łączenia zbiorników sprężonego powietrza z siłownikami hamulca poprzez zawór sterujący, w pojazdach kolejowych jego działanie jest bardziej skomplikowane (patrz: hamulec zespolony).